# Z 2N
Ne doit pas être confondu avec Z2, V2N, VB 2N, VO 2N/VR 2N ou MI 2N.

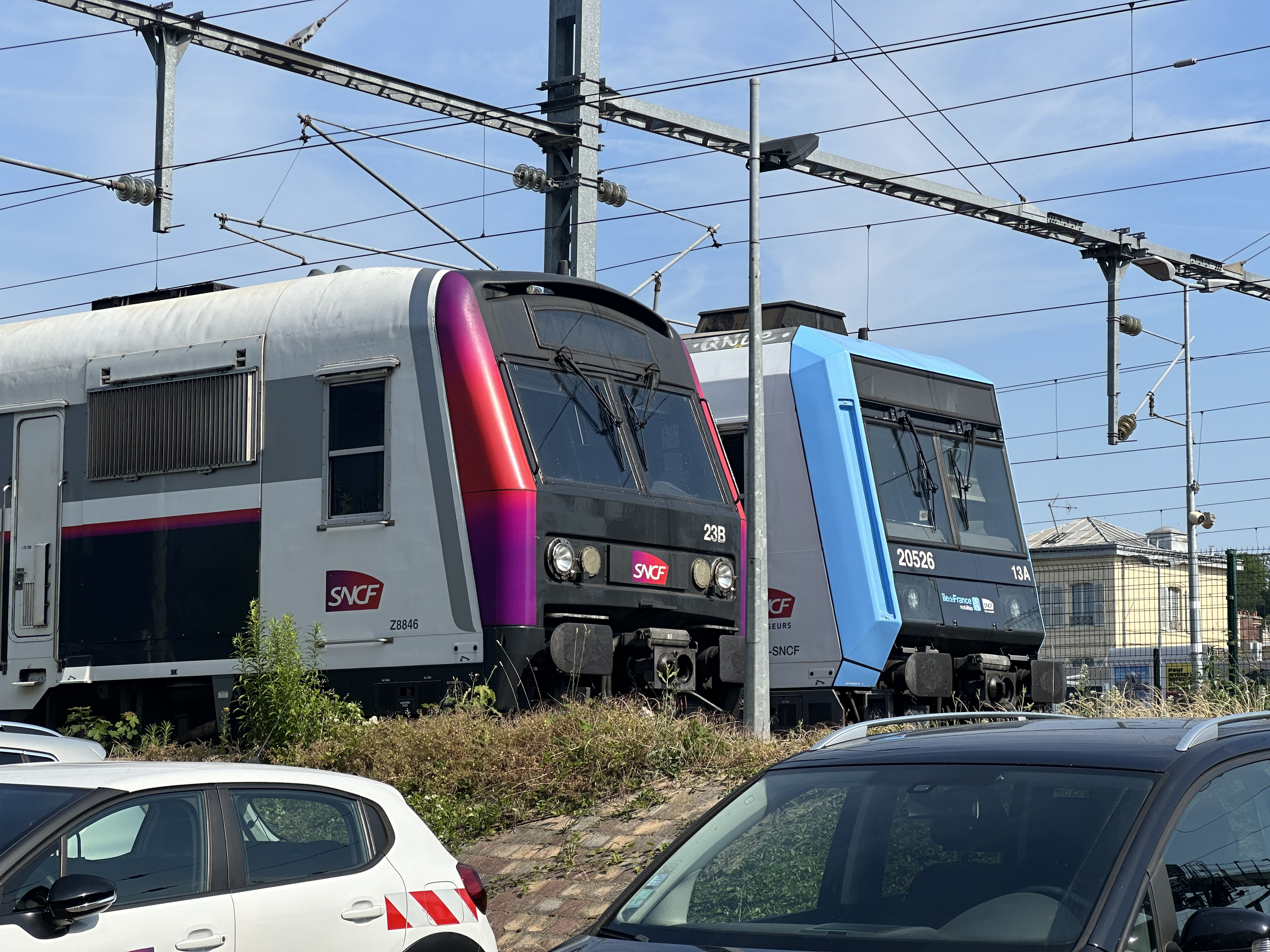
Une rame Z 8800 en livrée Carmillon, ainsi qu'une rame Z 20500 en livrée Île-de-France Mobilités dans les garages de la gare de Pontoise.

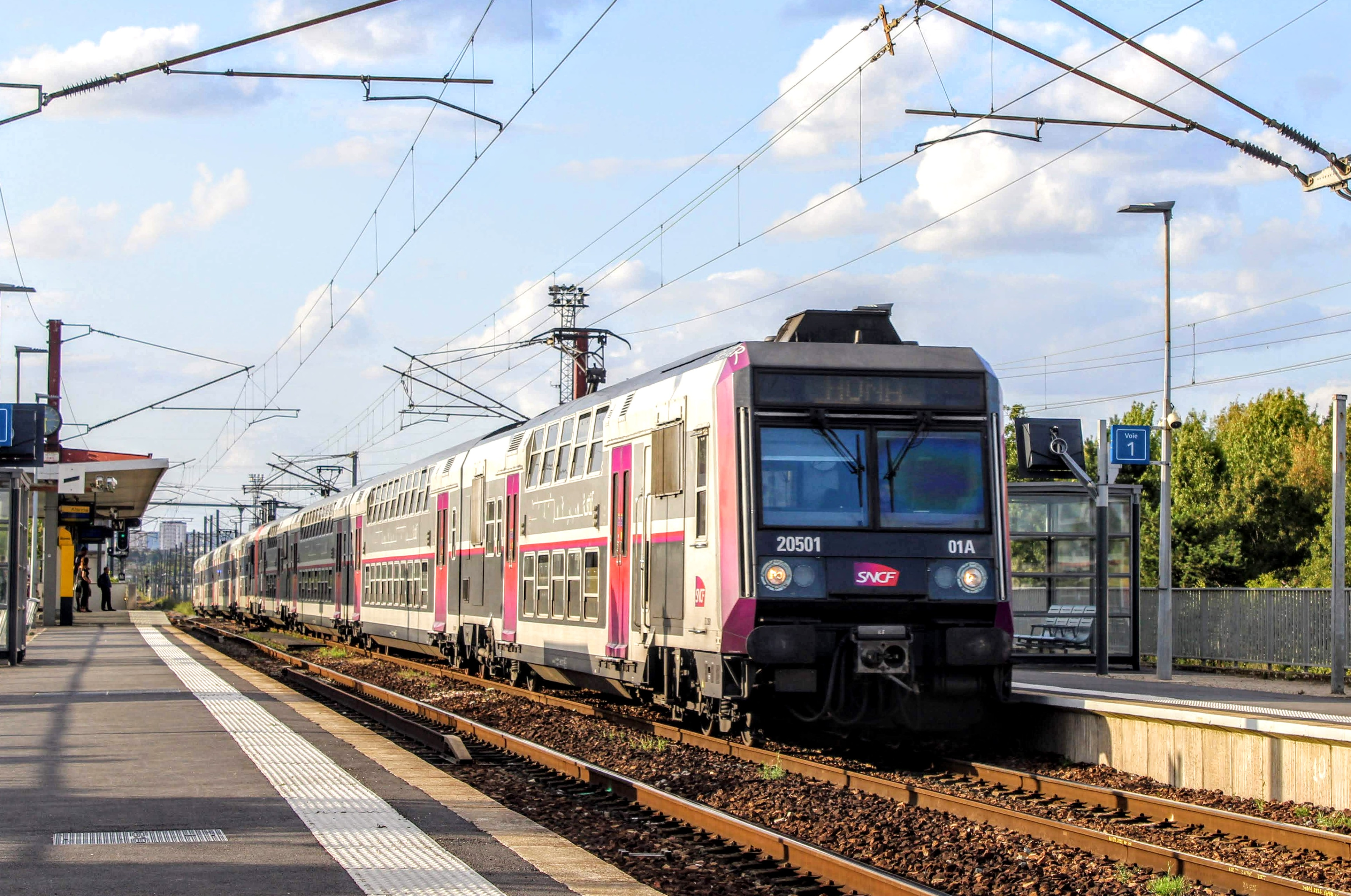
Une rame Z 20500 du RER C en livrée Carmillon, en gare de Gennevilliers.

Z 2N est une dénomination générale d'automotrice électrique à deux niveaux de la Société nationale des chemins de fer français (SNCF) pouvant faire référence aux matériels roulants suivants :
- Z 5600 ;
- Z 8800 ;
- Z 20500 ;
- Z 20900 ;
- Z 92050.

Le réseau national des chemins de fer espagnols (Renfe) utilise des rames automotrices de la série S-450. Au Portugal, des rames CP série 3500 sont utilisées par Fertagus et les chemins de fer portugais. Dans les deux cas, ces rames dérivent des Z 2N.

## Z 2N-NG
Le conseil régional d'Île-de-France engage des études, fin 2019, sur un nouveau matériel destiné à remplacer les Z 2N, appelé Z 2N-NG dont l’arrivée pourrait intervenir à partir de 2033.

## Galerie de photographies

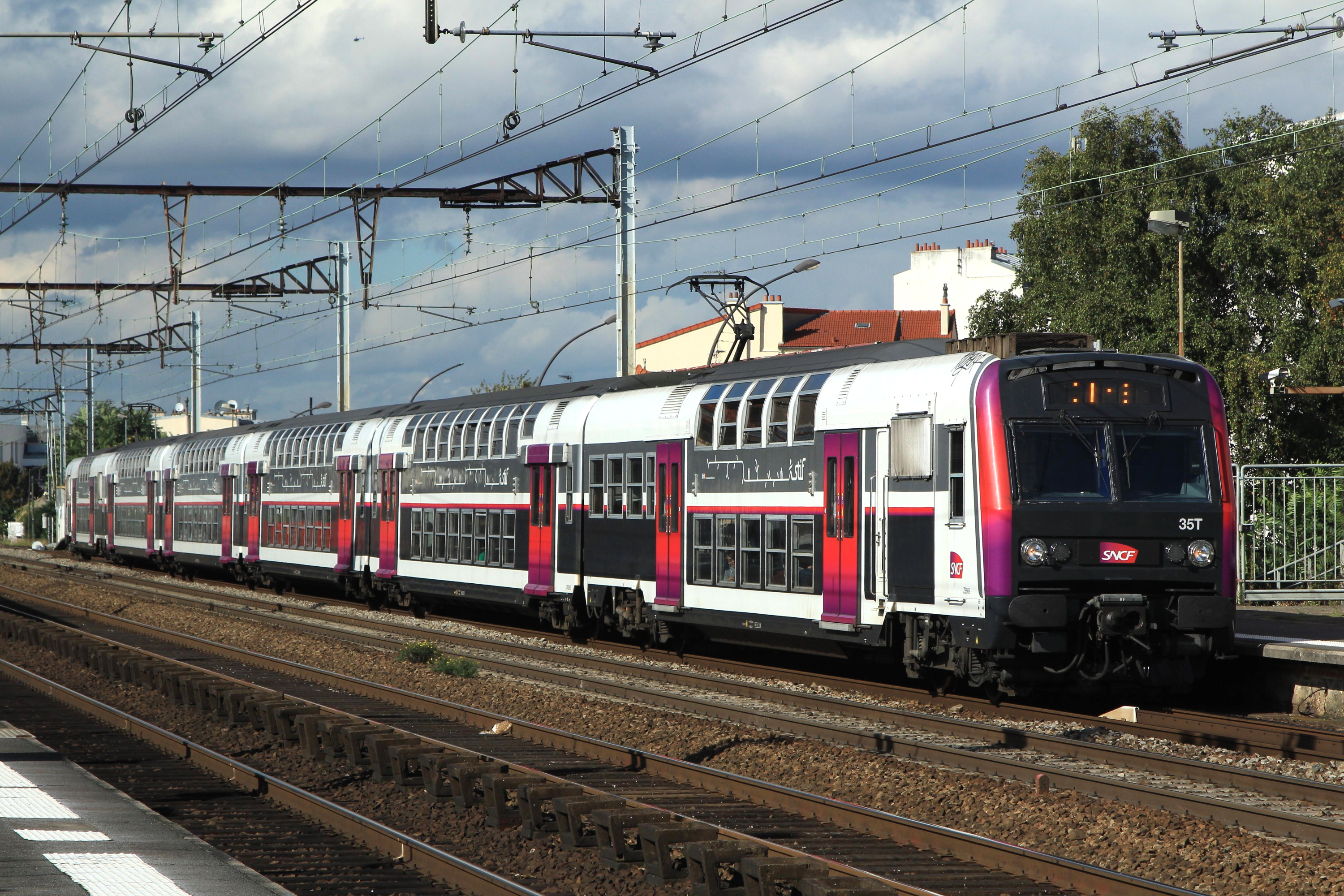
Z 5600.
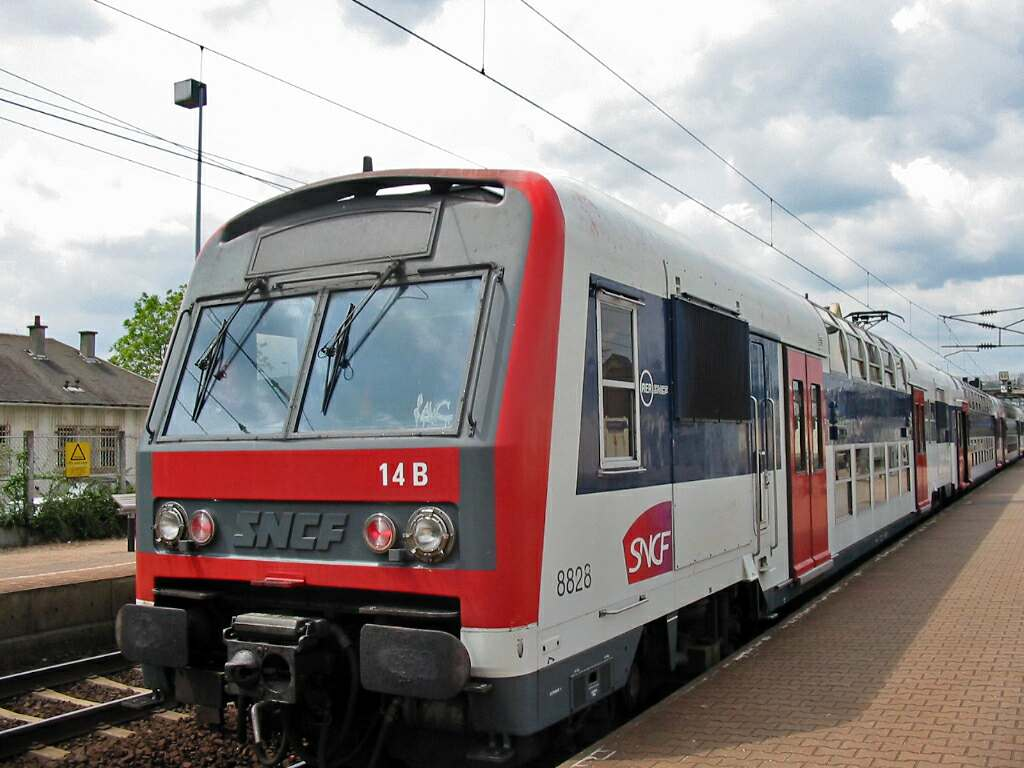
Z 8800.
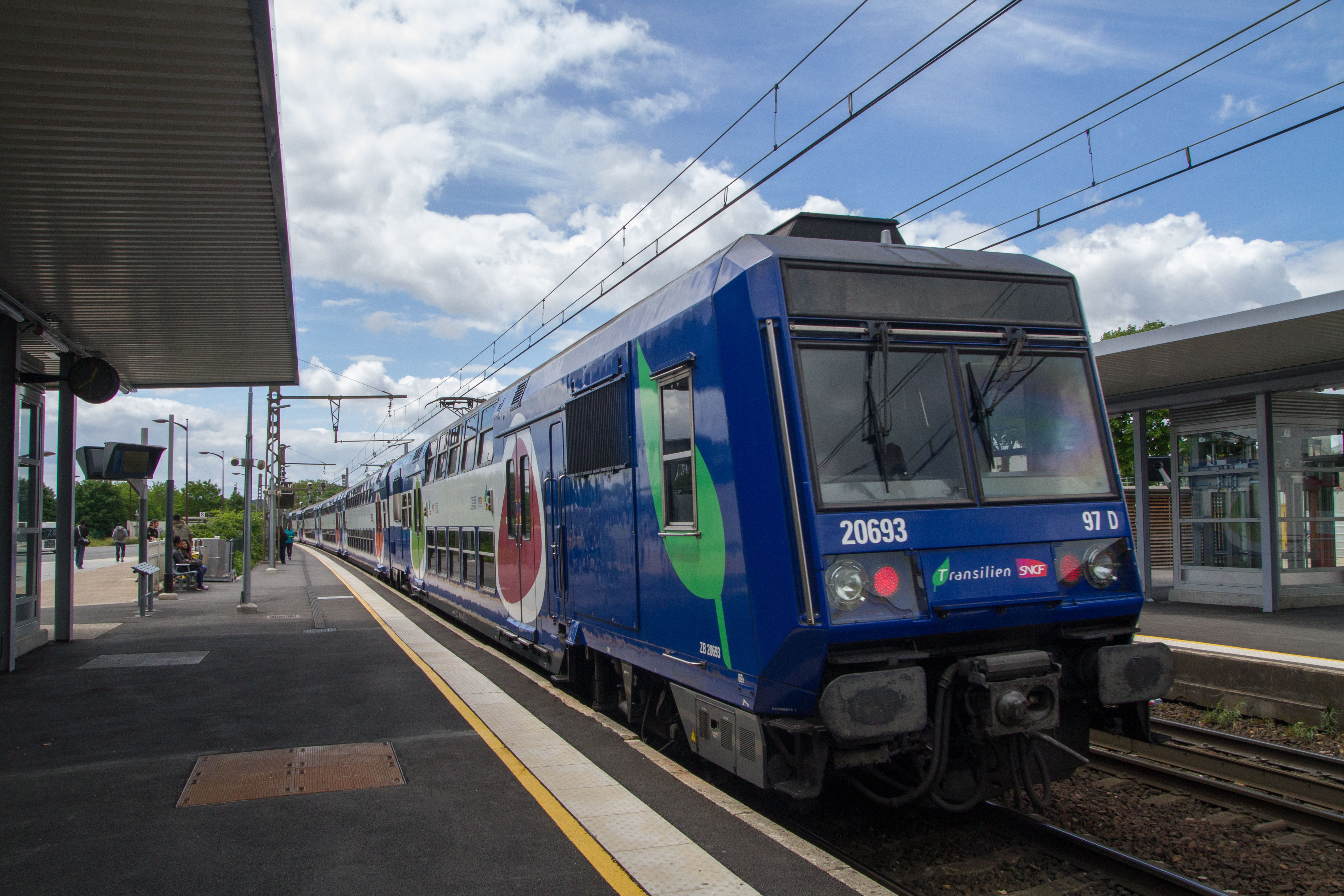
Z 20500.
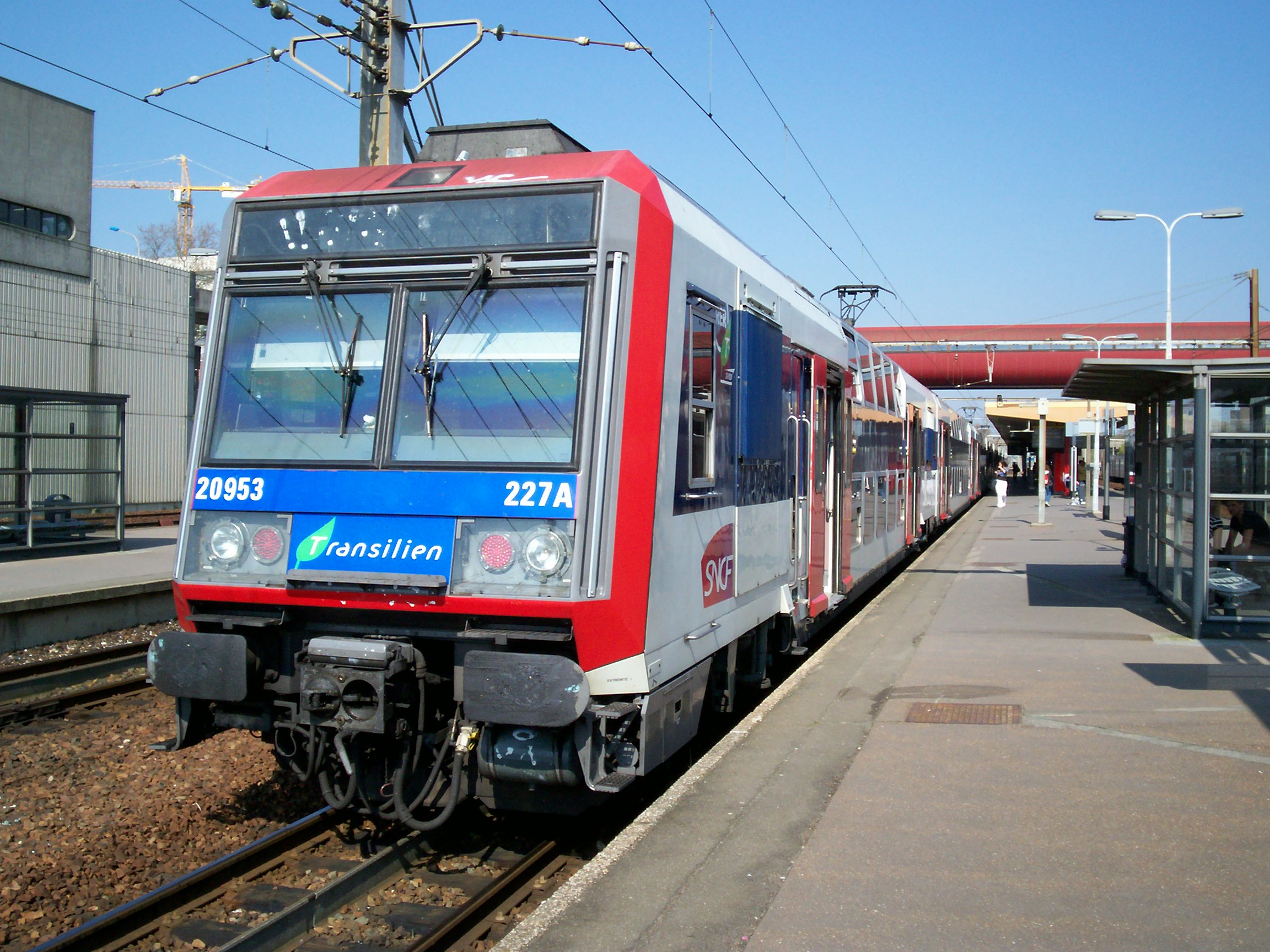
Z 20900.
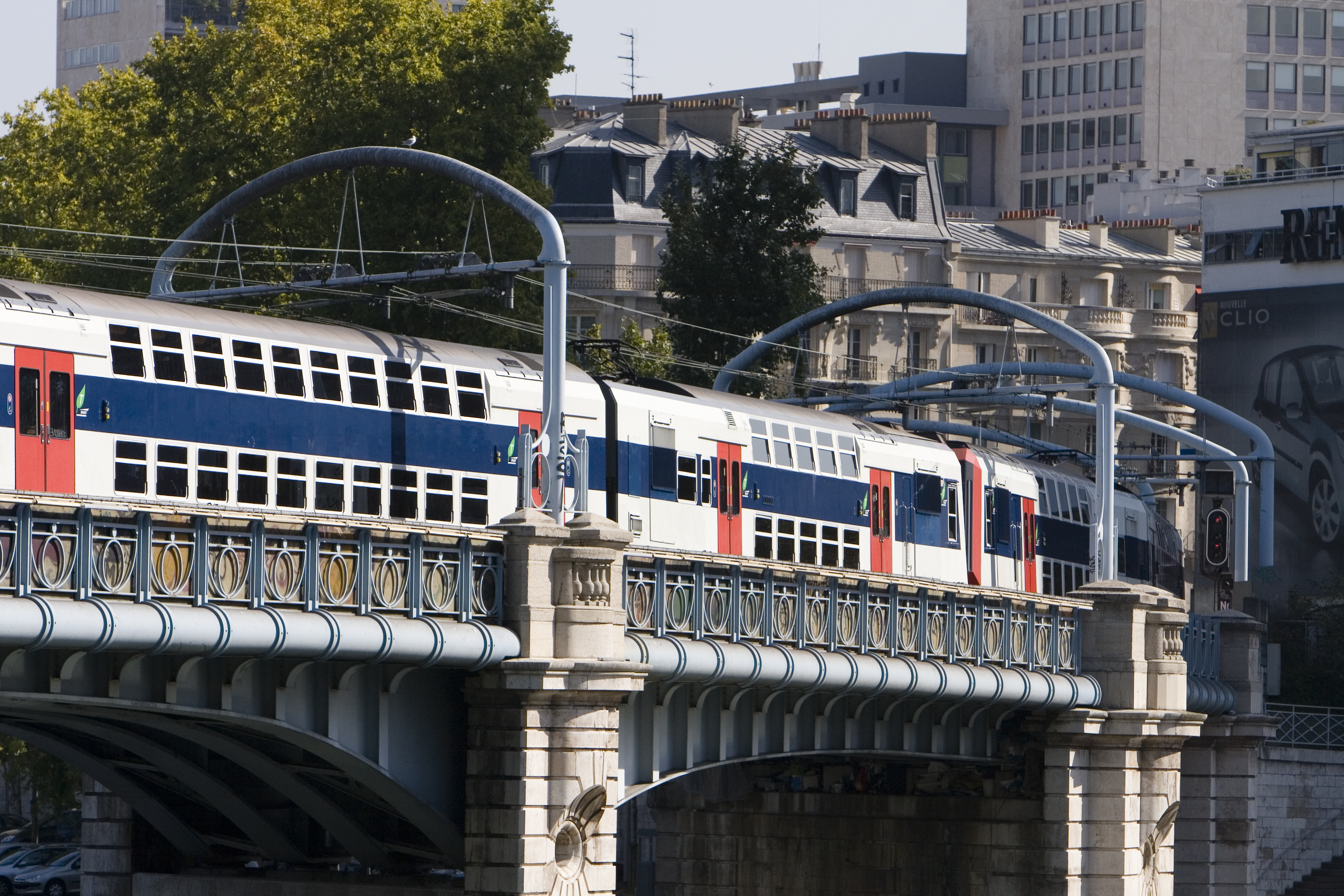
Couplage de Z 20900 sur le pont Rouelle.
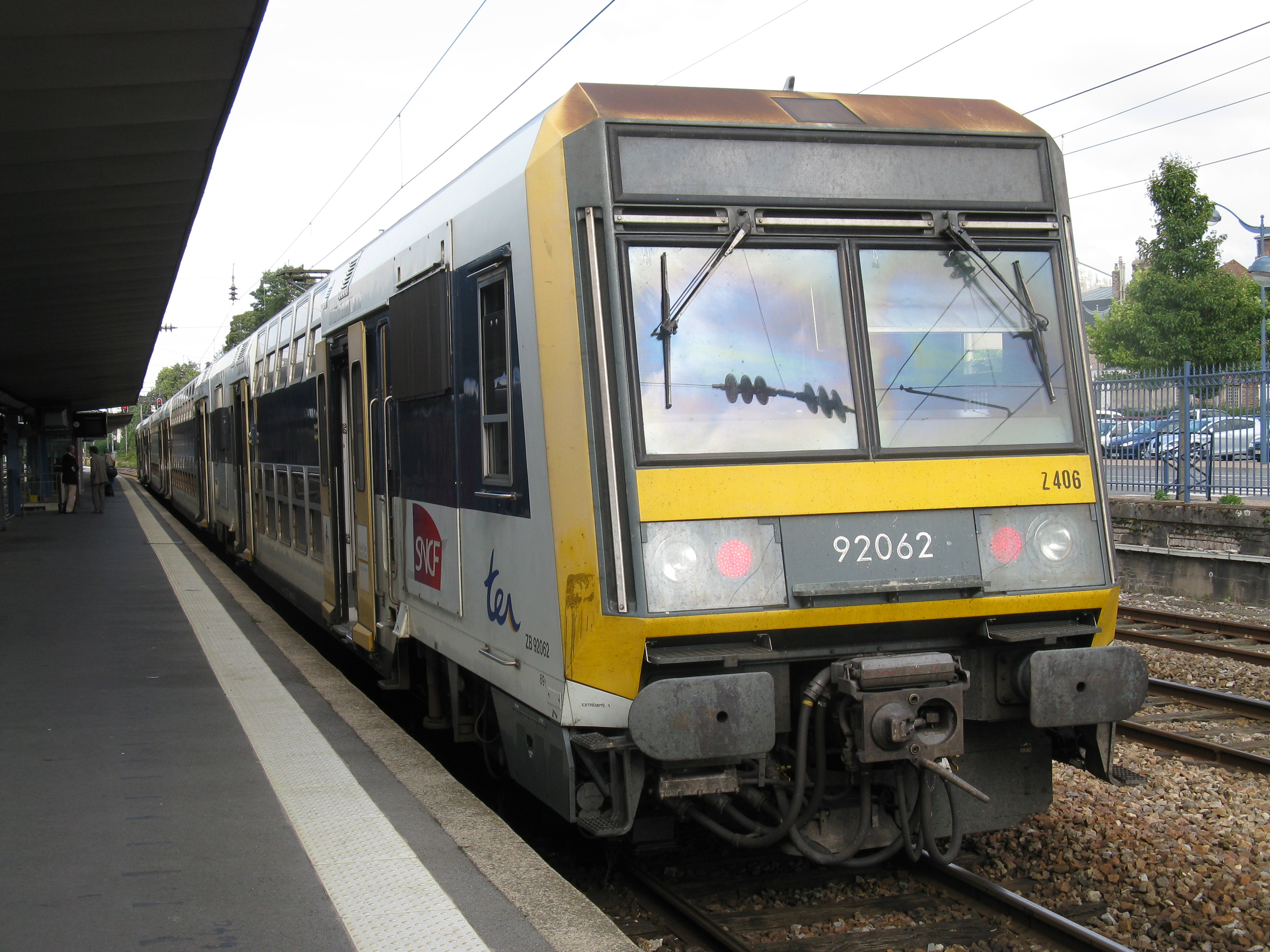
Z 92050.
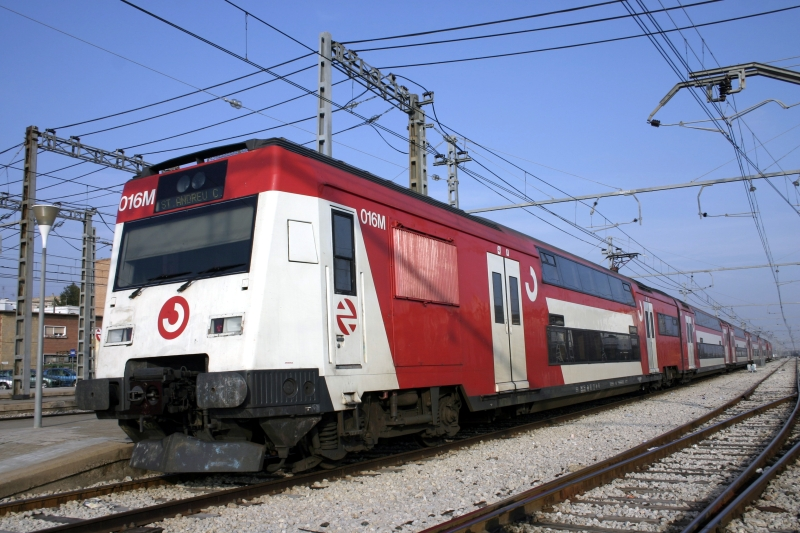
RENFE série 450.
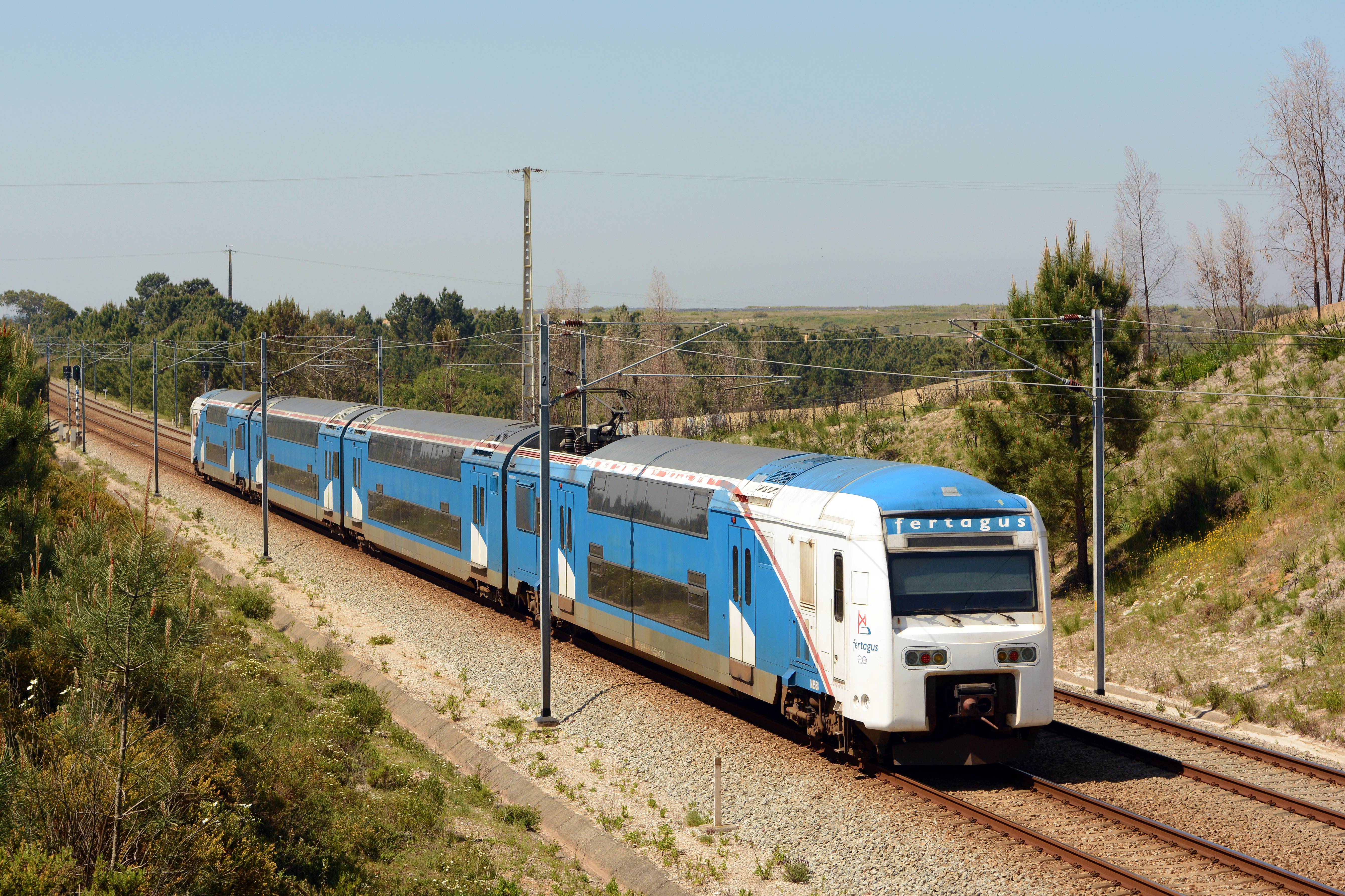
CP série 3500.